# Calyptrogenia ekmanii
Calyptrogenia ekmanii là một loài thực vật có hoa trong Họ Đào kim nương. Loài này được (Urb.) Burret mô tả khoa học đầu tiên năm 1941.